# 계축의 역
계축의 역(癸丑之役), 토원의 역(討袁之役), 감녕의 역(贛寧之役), 2차혁명(중국어: 第二革命, 병음: dì'èr gémìng)이란, 1913년 7월 중국에서 신해혁명("1차혁명")에 이어 손문(쑨원), 진기미(천치메이), 황흥(황싱) 등 국민당 세력이 주도한 군사 봉기로 '원세개(위안스카이) 타도'를 목표로 일으킨 사건을 말한다. 이 봉기는 1913년 7월부터 9월까지 격렬하게 일어났었으나, 국민당측은 내부 통솔을 잡지 못했을뿐만 아니라 국내나 해외의 지지를 얻지못해, 원세개 군벌 정부에 의해 진압되었다.

## 배경
1911년의 신해혁명에 의해 청조는 멸망해, 중화민국이 1912년에 성립했다. 이는 열강의 지지와 베이징 정부의 실권을 장악한 원세개(위안스카이)(袁世凱)의 힘이 배경이 있었던데다가, 쑨원의 혁명파 세력은 내부 분열과 재정적 어려움 등으로 원세개와 타협하는 길로 가 이뤄낸 것이었다. 청조가 멸망한 이후 위안스카이는 중화민국의 대총통직에 올랐다. 하지만, 새로 탄생되는 신정부 구상에서는 위안스카이와 혁명파는 전혀 다른 생각을 하고 있었다. 위안스카이는 애초부터 청조를 쓰러뜨리고 자신이 황제가 되어 새로운 제국을 건설하는 야심을 가지고 있었다. 위안스카이는 대총통직에 오르자마자, 여러 가지 수단으로 혁명파를 무력화시키고 독재정치를 폈다. 군사적 기반을 잃은 혁명파에게 남은 길은 국회와 정당을 통해 위안스카이를 견제하는 것뿐이었다. 이에 따라 쑹자오런의 주도로 중국혁명동맹회(동맹회)가 개조되어 1912년 8월 25일 국민당이 창설됐다.
국민당은 1913년 1월과 2월에 걸쳐 시행된 국회선거에서 과반수 의석을 차지하는 등 위안스카이를 압박했다. 그러나, 국민당 내각의 형성을 꺼린 위안스카이는 암살범을 보내 3월 20일 쑹자오런을 저격, 3월 22일 쑹자오런이 암살당했다. 위안스카이는 이어 국회의 반대를 무릅쓰고 4월 27일 5개국(영국,독일,프랑스,일본,러시아) 은행단으로부터 2500만 파운드에 달하는 거액의 차관을 도입하는 협정을 체결하여 독재를 위한 재정기반을 확보했다.

## 군사봉기
1913년 6월에 원세개가 국민당 계열 도독(都督) 3인을 파면하자, 이에 격분한 강서성(江西省) 도독 이열균(리례쥔)(李烈均), 안휘성, 광동성과 호응하여 황흥(黃興) 등과 함께 '토원(討袁, 원세개 타도)'의 군사 봉기를 일으켰는데, 이를 제2차 혁명이라 한다. 1913년 6월 9일 봉기를 일으켰다. 봉기는 6월 9일부터 7월 12일까지 장강 중류와 하류 지역 일대에서 전투가 일어났다. 그러나, 혁명군은 세력규합이 불충분하고 실업계의 지지도 얻지 못하여 위안스카이 군대의 공격을 받아 그 해 9월에 괴멸되었고, 쑨원은 일본으로 망명했다.

## 봉기 실패와 그 후
이 당시 대중들의 의식 속에는 아직 혁명에 대한 인식이 불충분하고, 혁명운동가들도 대중 속에 혁명의 뿌리를 내리지 못하고 홀로 독주하는 경향이 강했다. 이에 따라 충분한 혁명자금이나 군사력도 없는 상태여서 베이징 정부의 위안스카이에게 굴복할 수 밖에 없었다.
1913년 9월에 혁명파는 완전히 괴멸당하고, 10월에 국회는 '공민단'이라 자칭하는 정치깡패 폭도들로부터 협박을 받는 가운데 위안스카이를 정식 대총통으로 선출했다. 곧 이어 위안스카이는 국민당 해산을 명하고 대총통의 권한을 대폭 강화한 '신약법'을 제정했다. 이로써 국회는 정원부족으로 자동적으로 무기휴회가 되면서 그 기능을 상실하게 되었고, 위안스카이의 독재체제가 성립되었다.

## 같이 보기
- 군벌 시대
- 중화민국의 역사
- 신해혁명(1차혁명)(1911)
- 토원지역(2차혁명)(1913)
- 호국전쟁(1915-1916)
- 부원지쟁(1916)
- 독군단(1916-1918)
- 장훈복벽(1917)
- 호법운동(3차혁명)(1917-1922)
- 직환전쟁(1920)
- 직봉전쟁(1922-1924)
- 신문화운동
- 손문(쑨원)
- 원세개(위안스카이)
- 중화민국임시약법